# Huang Xianfan
Dans ce nom chinois, le nom de famille, Huang, précède le nom personnel.
Compléments
Huang Xianfan (simpl. 黄现璠; trad. 黄現璠; pinyin: Huáng Xiànfán, zhuang: Vangz Yenfanh) (né le 13 novembre 1899 à Xian de Fusui et mort à Guilin le 18 janvier 1982) est un historien, anthropologue, ethnologue, éducateur et folkloriste de la République populaire de Chine, considéré comme l'un des plus importants ethnologues chinois du XXe siècle,,.
Huang Xianfan a traversé une période de changements profonds dans l'histoire moderne de la Chine, comprenant la chute de la dynastie Qing, la division et les conflits du gouvernement de Beiyang, l'essor et le déclin de la République de Chine, les diverses mouvement politique de la République populaire de Chine, jusqu'à l'époque des réformes de Deng Xiaoping. Il a été profondément influencé par les événements de son époque et s'est activement engagé dans le cours de l'histoire.
En tant qu'historien, Huang Xianfan a apporté d'importantes contributions à la recherche sur l'histoire des Minorité nationale. Parallèlement, il se préoccupait du destin de la nation et participait activement aux mouvement social. Son parcours et ses idées reflètent, dans une certaine mesure, la situation des intellectuels chinois de l'époque.
Dans son essai intitulé "Mon père", son fils Gan Jinshan cite les mots de Lu Xun pour décrire son père :"Depuis l'antiquité, la Chine a toujours eu des gens qui travaillent dur, des gens qui se battent farouchement, des gens qui défendent le peuple et des gens qui se sacrifient pour la justice - ils sont la colonne vertébrale de la Chine".La vie de M. Huang Xianfan témoigne non seulement de la lutte personnelle, mais offre également un point de vue précieux pour étudier l'histoire moderne de la Chine.

## Biographie

### Jeunesse et études
Issu d'une famille modeste imprégnée de la culture Zhuang, Huang Xianfan perdit sa mère à l'âge de 11 ans. Son père, lui-même d'origine Zhuang, nourrissait l'imagination du jeune Huang par des contes et légendes locales, éveillant ainsi sa passion pour son héritage culturel.
Après ses études au lycée Quli de Xian de Fusui, Huang intégra l'École normale de Nanning. Il y étudia pendant quatre ans l'histoire ancienne, la préhistoire et la littérature, obtenant son diplôme en 1926. Assoiffé de connaissances, il poursuivit son parcours à l'Université normale de Pékin. Durant neuf années, il se plongea dans des disciplines variées telles que l'historiographie, la phonologie, la linguistique, l'paléographie, l'anthropologie, l'archéologie,la géographie, le folkloristique et l'ethnologie. Il en sortit diplômé en 1935. Par la suite, bénéficiant d'une bourse du gouvernement du Guangxi, Huang partit étudier au Japon.
À l'Université impériale de Tokyo (aujourd'hui Université de Tokyo), il approfondit pendant deux ans ses connaissances en linguistique, histoire du Japon, folklore et ethnologie, obtenant son diplôme en 1937. C'est au cours de cette période féconde qu'il rédigea plusieurs ouvrages majeurs sur l'histoire de la Chine, apportant ainsi une contribution significative à ce domaine d'étude,
.

### Carrière universitaire
Lorsque la guerre sino-japonaise éclate, Huang Xianfan rentre en Chine et obtient un poste de maître de conférences à l'Université du Guangxi. En 1940, il est promu au rang de  professeur, faisant de lui le premier universitaire d'ethnie Zhuang à occuper cette fonction. De 1941 à 1952, il y enseigne l'histoire générale et le chinois classique, un poste qui lui laisse le temps de se consacrer à la recherche. C'est durant cette période qu'il commence à rédiger ses travaux sur le folklore et l'ethnologie, publiés en deux volumes entre 1943 et 1949. Ces ouvrages constituent une contribution majeure à l'étude du folklore et de l'ethnologie chinois. Il occupe ensuite le poste de directeur du département de langue et littérature chinoises de l'Université du Guangxi. De 1953 à 1981, il est professeur d'histoire et conservateur de la bibliothèque à l'École normale du Guangxi (aujourd'hui Université normale du Guangxi). Il y enseigne l'histoire, la linguistique, l'anthropologie et le folklore. Parallèlement à ses activités d'enseignement, il entreprend des recherches approfondies sur la culture des minorités nationales et l'histoire générale du peuple Zhuang. Au fil du temps, il se spécialise en histoire, en ethnologie et en "zhuangologie", une discipline qu'il a contribué à fonder,.

### Activités politiques et sociales
Après la fondation de la République populaire de Chine en 1949, les réalisations académiques de Huang Xianfan et ses contributions à l'étude des minorités ethniques ont été reconnues par la nouvelle Chine.En tant que professeur renommé du Guangxi, il a été hautement considéré par le nouveau gouvernement.Il a été successivement nommé membre du gouvernement populaire de la région autonome zhuang du Guangxi occidental, membre du comité populaire de la province du Guangxi, ainsi qu'à plusieurs postes au sein du gouvernement populaire de la région autonome Zhuang du Guangxi.Fort de son expertise en études ethniques, il a été chargé de responsabilités importantes,notamment en tant que chef adjoint du groupe de travail du Comité central pour les affaires ethniques dirigé par Fei Xiaotong pour la région du Centre-Sud et chef du groupe du Guangxi. De plus, il a été nommé vice-directeur du groupe de recherche sur l'histoire sociale du Guangxi, contribuant ainsi à l'avancement des recherches historiques et sociales locales.L'influence de Huang Xianfan ne se limitait pas au Guangxi,ce qui lui a valu d'être élu au conseil d'administration de l'Association du Peuple Chinois pour les Relations Culturelles avec l'Étranger(actuellement connue sous le nom d'Association du peuple chinois pour l'amitié avec l'étranger).Il a également été député à l'Assemblée nationale populaire et a siégé à la Commission des affaires ethniques de l'Assemblée nationale populaire ainsi qu'à la Commission des relations culturelles avec l'étranger de la République populaire de Chine.participant ainsi aux affaires ethniques et aux échanges culturels internationaux au niveau national,.
Cependant, la carrière académique et la position politique de Huang Xianfan ont subi un coup dur lors du Campagne anti-droitiste de 1957. Cette campagne a touché environ 550 000 personnes, dont la plupart étaient des intellectuels, y compris le célèbre anthropologue Fei Xiaotong. et le futur Premier ministre Zhu Rongji. Dans cette tempête politique, Huang Xianfan a été accusé d'être le « principal droitier » parmi les Zhuang et dans le milieu historique chinois. Pour le punir, il a été démis de ses neuf fonctions, des niveaux national et local, ne conservant que son poste de membre du Comité consultatif politique du Guangxi. Ce coup dur n'a pas seulement affecté Huang Xianfan personnellement, mais reflétait également la situation difficile à laquelle étaient confrontés les intellectuels de l'époque. Les sanctions infligées aux intellectuels pendant le Campagne anti-droitiste variaient en gravité, allant de critiques informelles à la « rééducation par le travail », laissant des séquelles profondes sur la carrière et la vie de nombreux universitaires.
L'ombre de cette campagne ne s'est pas dissipée avec le temps. Bien qu'il ait été réhabilité en 1961, Huang Xianfan n'a pas vu sa situation politique s'améliorer véritablement. Aux yeux de la société, il restait un "droitier déchappé" et continuait à subir discrimination et exclusion. Cette situation non seulement a entravé son développement académique, mais a également causé de nombreux désagréments dans sa vie quotidienne. De nombreux intellectuels dans une situation similaire à la sienne étaient également confrontés à ce statut de "semi-libération", incapables de retrouver pleinement leur position antérieure tout en devant supporter le regard méprisant de la société.
Malheureusement, la Révolution culturelle de 1966 a éclaté, plongeant Huang Xianfan une fois de plus dans le tourbillon politique. Qualifié de "grand droitier décapé" et d'"autorité académique réactionnaire bourgeoise", il a de nouveau été victime de graves persécutions. Au cours de ce mouvement qui a balayé le pays, Huang Xianfan a été plusieurs fois critiqué, humilié en public et sa maison a été fouillée. Par la suite, il a été placé en isolement pour être interrogé, en état d'assignation à résidence de fait, ses mouvements étant strictement limités. Cette expérience a non seulement été un coup dur pour lui personnellement, mais elle reflète également la situation générale des intellectuels de l'époque.Malgré ces conditions extrêmement difficiles, Huang Xianfan n'a jamais abandonné sa passion et sa quête académique. Hormis les périodes où il était placé en interrogatoire politique à l'école,(un régime où il devait manger et dormir à l'école sans pouvoir rentrer chez lui, sa famille lui apportant ses repas quotidiennement) et sa participation aux sessions de rééducation politique organisées par l'établissement, il passait la plupart de son temps confiné à son domicile.Bien que ce fût une forme déguisée d'assignation à résidence, cela lui a offert paradoxalement l'occasion de se consacrer pleinement à son travail académique.
Durant cette période apparemment désespérée, Huang Xianfan consacra une grande partie de son temps à organiser les précieuses données recueillies lors de ses précédentes enquêtes de terrain, lesquelles constituèrent une base solide pour ses recherches académiques. Malgré sa situation difficile, Huang Xianfan persévéra dans son travail, concevant et commençant à rédiger des ouvrages importants tels que «L'Histoire générale des Zhuang», «L'étude de la vie chinoise» et «La société esclavagiste n'a jamais existé dans l'histoire chinoise». Ces œuvres ne témoignent pas seulement de sa réflexion approfondie sur l'étude des Zhuang, mais reflètent également ses perspectives uniques sur l'histoire et le développement social de la Chine. Bien que ces ouvrages n'aient pu être publiés à l'époque, ils ont jeté les bases solides du retour ultérieur de Huang Xianfan dans le monde académique.
Huang Xianfan et sa famille ont été victimes de persécutions politiques pendant 21 ans, ce qui a non seulement affecté sa carrière académique, mais a aussi profondément bouleversé leur vie quotidienne et sociale. Au cours de cette période difficile, la liberté personnelle de Huang Xianfan, ses opportunités professionnelles, ses relations sociales, ainsi que la vie et le développement des membres de sa famille ont été sévèrement restreints et réprimés. Cependant, avec l'évolution de l'époque, lui et sa famille ont finalement eu l'occasion de retrouver un traitement équitable. En 1979, avec la mise en œuvre de la politique de Réforme économique et d'ouverture de Deng Xiaoping, l'environnement politique et social de la Chine a connu des changements significatifs. Dans ce nouveau contexte, Huang Xianfan fut enfin réhabilité, toutes les accusations portées contre lui durant le Campagne anti-droitiste et la Révolution culturelle ayant été annulées. Cela marquait non seulement un tournant dans son destin personnel, mais aussi le renouveau de sa carrière académique.
Après sa réhabilitation, Huang Xianfan a rapidement repris ses activités politiques et académiques. Sa contribution a été reconnue à l’échelle nationale, et il a été élu membre du cinquième Comité national de la Conférence consultative politique du peuple chinois. Ce fut non seulement une reconnaissance de ses accomplissements personnels, mais également le signe d'une réévaluation de la place des intellectuels par l'État. Parallèlement, Huang Xianfan s'est activement engagé dans la reconstruction de la communauté académique. Il est devenu membre fondateur de la Société chinoise d'ethnologie (1980) et a participé activement à plusieurs groupes académiques, notamment la Société chinoise pour l'étude de l'histoire des peuples Baiyue, la Société chinoise de recherche sur les tambours de bronze antiques, la Société d'ethnologie de la Chine du Sud, la Société d'ethnologie du Guangxi et la Société historique du Guangxi.
Cette série de changements a permis à Huang Xianfan de se replonger dans les travaux de recherche qui le passionnaient. Les ouvrages qu'il avait conçus et rédigés durant ces années difficiles ont enfin pu être publiés. Ses premiers travaux et ses perspectives uniques, nourris par des années d'accumulation, ont suscité un intérêt et des débats grandissants dans le contexte de cette nouvelle ère. Le parcours de Huang Xianfan témoigne non seulement des vicissitudes d'un destin individuel, mais reflète aussi les épreuves traversées par de nombreux intellectuels de cette époque singulière, ainsi que le processus de renaissance de la communauté académique chinoise après la mise en place de la politique de Réforme économique et d'ouverture.
Durant son mandat au sein du Comité national de la Conférence consultative politique du peuple chinois, il s'est engagé avec ferveur pour que le gouvernement répare les injustices passées. Ce fut notamment le cas d'un ancien étudiant en physique à l'Université normale du Guangxi, victime de la campagne anti-droitière de 1957. Accusé à tort, il avait clamé son innocence, multiplié les appels et tenté par deux fois de s'évader. Condamné à mort avec sursis, puis à la prison à perpétuité, ce "droitier" avait passé 23 années derrière les barreaux. Grâce à la détermination sans faille de Huang Xianfan, il fut finalement blanchi et remis en liberté en août 1981, après 23 années d'une incarcération injuste. Il put alors retrouver son poste au département de physique de l'Université normale du Guangxi,.

### Recherches et activités académiques
Huang Xianfan a mené ses recherches à une époque où la Chine connaissait des bouleversements profonds, tant sur le plan sociopolitique qu'intellectuel. Au cours de cette période de mutations radicales, il a été profondément marqué par l'évolution des courants de pensée universitaires et s'est engagé activement dans l'exploration de nouvelles voies pour l'historiographie. Au début du XXe siècle, sous l'influence du mouvement ‘d'introduction de l'apprentissage occidental en Orient’, les historiens chinois commençaient à remettre en question l'historiographie traditionnelle.Huang Xianfan, en phase avec son époque, concevait cette "nouvelle historiographie" comme une démarche visant à "utiliser de nouveaux concepts, recourir à de nouvelles méthodes, traiter de nouveaux matériaux, explorer de nouveaux sujets et résoudre de nouveaux problèmes". Dans son article intitulé "Enquête et critique des manuels d'histoire de la Chine dans les collèges et lycées au cours des trente dernières années", il écrit : "Robinson a dit : 'L'histoire est comme un verger où poussent différents arbres, produisant des fruits aux saveurs variées'. Nos historiens chinois, eux, semblent vouloir planter le même arbre dans le verger, espérant obtenir des fruits au goût immuable. Il n'est pas étonnant qu'une historiographie aussi ancienne soit aujourd'hui incapable de rivaliser avec ses homologues étrangers.Les époques et les besoins des hommes diffèrent. Les anciens se battaient avec des lances et des boucliers, tandis qu'aujourd'hui on utilise des fusils et des canons. C'est là le signe du changement d'époque. L'histoire, comme toute autre discipline, doit s'adapter aux besoins de son temps et devenir un produit de son époque. La Chine possède une histoire millénaire. Au cours de cette longue période, et plus particulièrement depuis l'introduction de la culture occidentale, tous les systèmes et artefacts ont subi des transformations, tant dans leur forme que dans leur essence. Il est du devoir des historiens de les décrire avec une observation rigoureuse et une perspective évolutive, afin d'atteindre la vérité historique et de répondre aux exigences de leur temps. Cependant, de nombreux historiens chinois restent prisonniers de conceptions étroites et d'un esprit conservateur. Rares sont ceux qui parviennent à adopter cette vision et à la mettre en pratique. C'est pourquoi la plupart des ouvrages historiques actuels donnent l'impression d'avoir été 'conçus en vase clos, sans aucune cohérence avec la réalité'." Sa vision de l'histoire fait écho à la célèbre formule de l'historien italien Benedetto Croce : "Toute histoire est histoire contemporaine".La nouvelle conception de l'histoire défendue par Huang Xianfan se reflète à des degrés divers dans ses écrits sur l'histoire, l'ethnologie et le folklore,.

### Études sur l'histoire générale de la Chine
Entre 1932 et 1934, il écrit un «Aperçu de l'histoire générale de la Chine» en trois volumes, appliquant les concepts et méthodes de la "nouvelle histoire" du XXe siècle. Cet ouvrage rompt avec le modèle classique en adoptant une nouvelle structure chapitrée. L'accent de la narration se déplace des dynasties vers l'État, et de l'élite aristocratique traditionnelle vers le peuple. De plus, le champ d'étude s'étend de la politique et des institutions à la culture, à l'économie, à la société, à la religion et aux arts. Fondamentalement, l'ouvrage abandonne la perspective traditionnelle consistant à "évaluer les personnages historiques et à énumérer les événements".

### Manuel d'histoire de la Chine

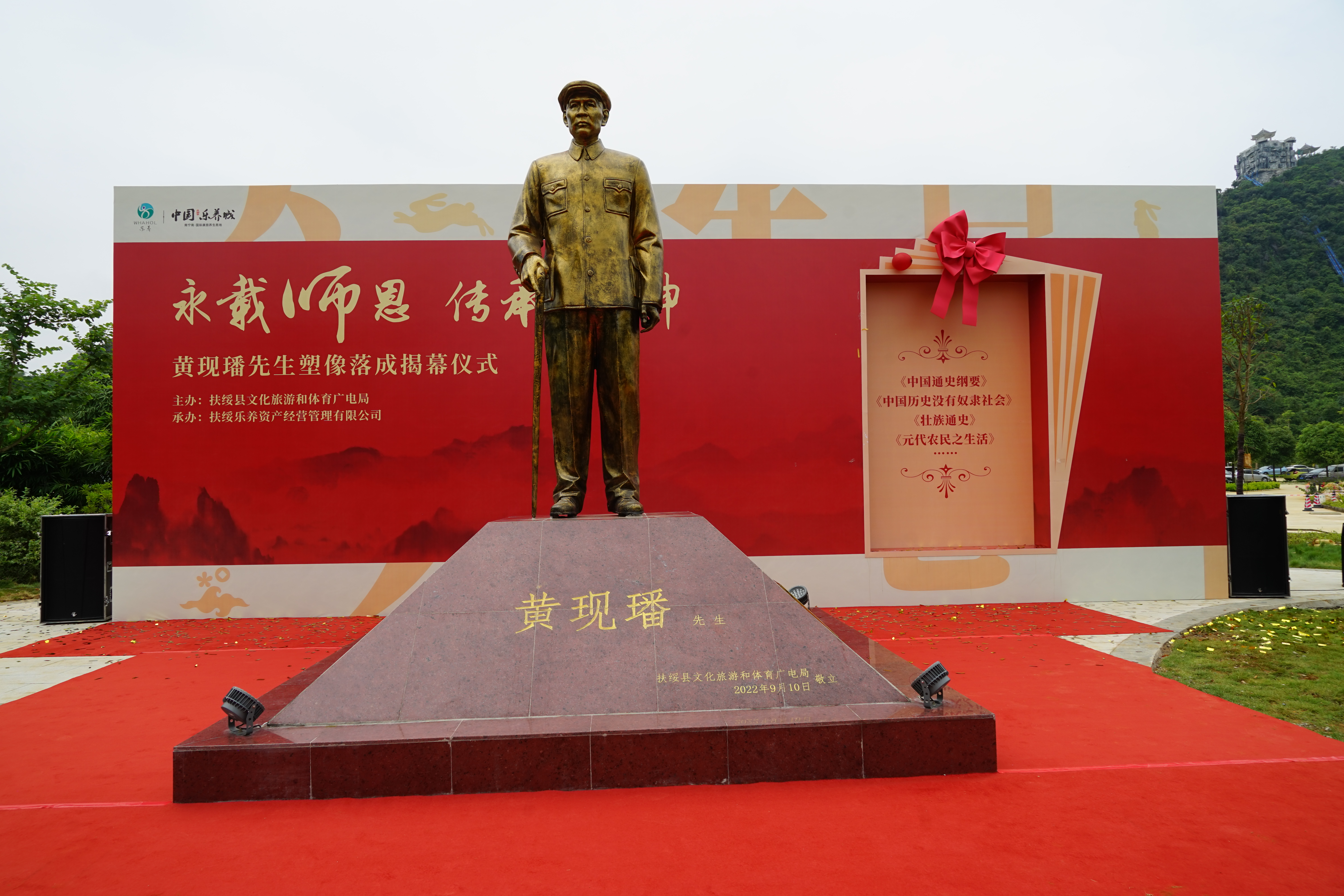
La statue de bronze de Huang Xianfan a été érigée dans sa ville natale.

L'année 1902 marque un tournant dans l'historiographie chinoise avec l'introduction de l'enseignement secondaire et la rédaction de nouveaux manuels d'histoire, notamment d'histoires générales de la Chine. Cette initiative ouvre la voie à une nouvelle ère pour l'écriture de l'histoire en Chine.
En juillet 1933, Huang Xianfan rédige un article intitulé « Enquête et critique sur les manuels d'histoire chinoise utilisés dans les écoles secondaires au cours des trente dernières années ». Il y examine et critique 51 manuels d'histoire couramment utilisés dans les écoles secondaires depuis l'apparition de ce type d'ouvrage. Sa lecture révèle clairement que la 'nouvelle historiographie de Huang Xianfan' visait à jeter un pont entre l'historiographie traditionnelle chinoise et la nouvelle historiographie occidentale. Son objectif était de combiner l'école de recherche textuelle de la dynastie Qing qu'il admirait et la théorie de 'l'application pratique des connaissances' de Gu Yanwu avec la 'nouvelle histoire' de Robinson.
Huang Xianfan, l'un des principaux promoteurs de la nouvelle historiographie chinoise au début du XXe siècle, s'est activement engagé dans la réflexion théorique sur l'histoire et la rédaction de manuels scolaires. Son ouvrage « Histoire étrangère pour le lycée » (en deux volumes), publié en août 1933, reflète sa compréhension approfondie de la nouvelle historiographie et ses tentatives novatrices.
Lors de la rédaction de ce manuel, Huang Xianfan s'est attaché à remédier aux lacunes de l'enseignement de l'histoire de l'époque, en se concentrant particulièrement sur trois aspects :
sélection des matériaux : il visait l'exhaustivité et la représentativité, en présentant l'histoire de chaque pays de manière objective et impartiale ;
organisation du contenu : il a mis l'accent sur l'équilibre entre les événements historiques et la culture, en suivant une approche systématique ;
éviter les préjugés : il s'est efforcé d'offrir une vision objective et équitable de l'histoire de chaque pays.
La publication de « Histoire étrangère pour le lycée » marque une étape importante dans l'engagement de Huang Xianfan en faveur de la rénovation des manuels d'histoire. De plus, ce manuel reflète sa profonde réflexion sur les objectifs de l'enseignement de l'histoire. Pour lui, l'éducation historique ne devait pas se limiter à l'inculcation de connaissances, mais aussi stimuler l'esprit critique des élèves face à l'histoire et leur capacité à comprendre les cultures. Il souhaitait ainsi les aider à construire une compréhension globale de l'histoire mondiale, leur permettant d'appréhender la complexité du monde contemporain à travers le prisme de l'histoire,.

### L'histoire de la Chine antique

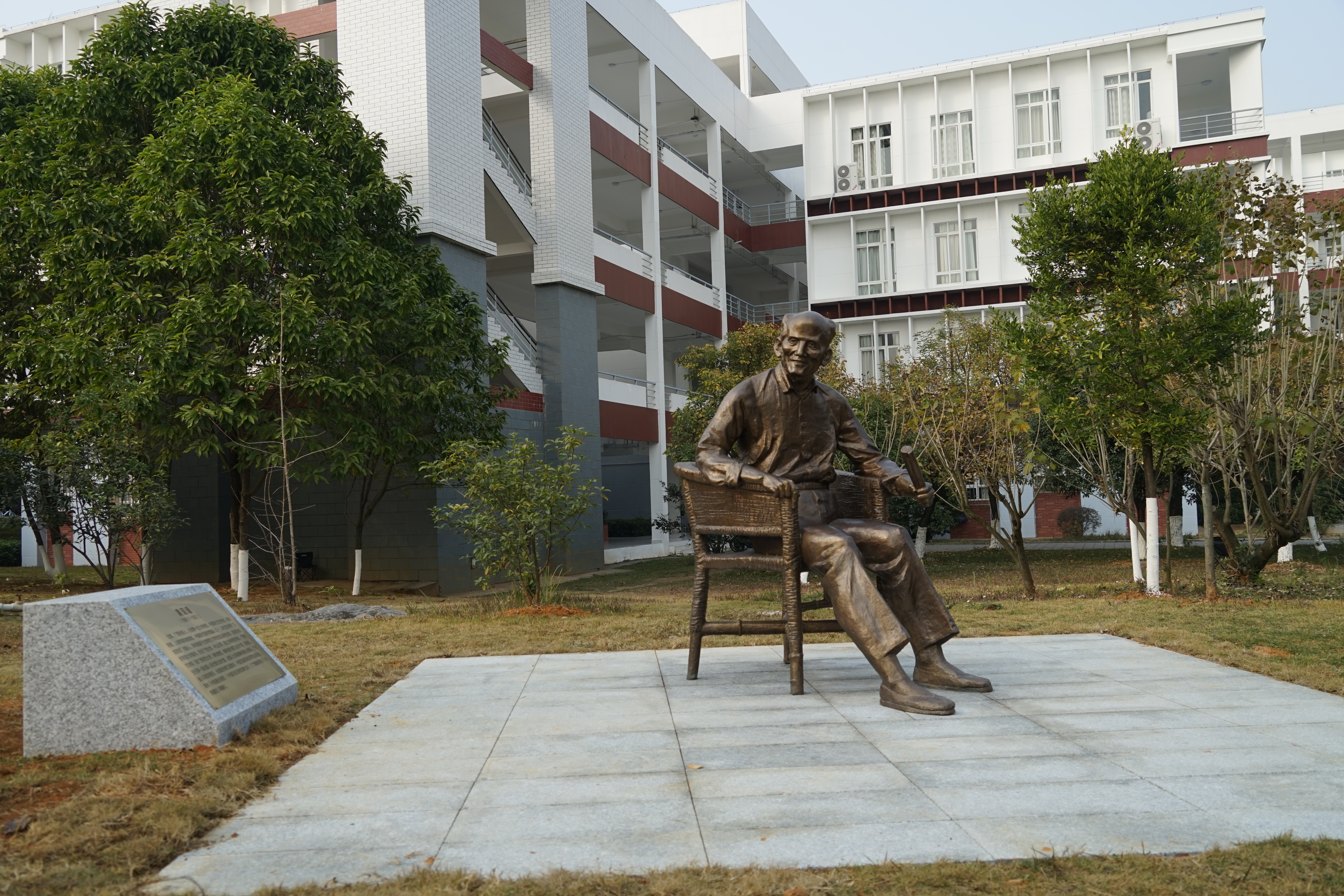
La statue de bronze de Huang Xianfan se trouve à l'université normale du Guangxi.

Dans la recherche historique chinoise, plusieurs questions classiques et souvent débattues revêtent une grande importance, non seulement pour l'interprétation des faits, mais aussi pour la méthodologie et l'idéologie historiques. Parmi ces questions, celle du « système féodal et de la structure sociale de la Chine ancienne » est un sujet de controverse académique de longue date. Depuis le début du XXe siècle, les chercheurs ont mené des discussions approfondies et soutenues sur ce sujet, marquées par une intensité rarement observée, tant dans les cercles historiques chinois qu’internationaux,.Autour de cette problématique, ce que l’on appelle les « trois théories et cinq interprétations » s'est formé, avec comme principaux représentants Guo Moruo, Fan Wenlan, Lü Zhenyu, Jian Bozan, Hou Wailu, He Ziquan, Tang Lan et Zhou Gucheng, entre autres,.
La question centrale du débat sur l’histoire sociale de la Chine réside dans l’existence ou non d’une étape esclavagiste dans le développement de la société chinoise. Les chercheurs appartenant aux « trois théories et cinq interprétations », s'appuyant sur la théorie marxiste des « cinq modes de production », estiment généralement que la société chinoise ancienne est passée de l’esclavage au féodalisme. Ils ont ainsi émis diverses hypothèses, liées aux « trois théories et cinq interprétations », quant à la période où la société féodale aurait commencé.
À partir de la fin des années 1970, Huang Xianfan a initié un véritable tournant historiographique en publiant son article intitulé "Une discussion sur l'absence de société esclavagiste dans l'histoire nationale de notre pays". Dans ce texte, il remettait en question les "trois théories et cinq interprétations" en avançant l'hypothèse d'une "absence de société esclavagiste" dans le développement historique chinois. Son point de vue a progressivement gagné en soutien au sein de la communauté scientifique, notamment auprès de chercheurs comme le professeur Zhang Guangzhi. Ceux-ci soulignent la singularité de la structure sociale et des rapports de production de la Chine ancienne, qui ne sauraient être réduits au modèle de développement social marxiste. L'absence d'un stade esclavagiste dans l'histoire chinoise remettrait également en question la pertinence même des débats sur la périodisation du système féodal.
L'idée défendue par Huang Xianfan remonte à juin 1957. À cette époque, il a pour la première fois proposé la théorie de l'« absence de société esclavagiste » chez les Zhuang dans son ouvrage « Brève histoire des Zhuang du Guangxi ». La même année, Lei Hai-tsung, historien de renom également qualifié de "droitier", a exprimé son accord avec cette théorie. Cependant, dans le contexte politique de l'époque, cette prise de position a suscité la controverse.
Le professeur Jeffrey Barlow, directeur du Centre d'études asiatiques de l'Université du Pacifique aux États-Unis, ainsi que George V.H. Mosley, professeur d'histoire à l'Université de Californie, ont tous deux souligné que : « Une compréhension confuse et une mauvaise interprétation des écrits de Marx ont conduit à une explication traditionnelle de la société Zhuang, toujours sujette à caution. Cette vision traditionnelle suppose que le développement de toute société passe nécessairement par une série d'étapes : de la société clanique à la société esclavagiste, puis de la société esclavagiste à la société féodale. Selon cette perspective, les Zhuang auraient connu une société esclavagiste avant la dynastie Song et n'auraient pu former un État qu'après leur contact avec les Han, moment où ils auraient été propulsés dans le féodalisme.»
Huang Xianfan, historien réputé et spécialiste des Zhuang, a réfuté cette interprétation traditionnelle, la jugeant incompatible avec la réalité historique de la société Zhuang. Il avance que les guerres menées par l'État de Qin contre les royaumes de Dong'ou, Xi'ou, Minyue et Nanyue en 221 avant J.-C. démontrent que les Zhuang avaient déjà fondé un État, celui de Xi'ou. La théorie de Huang Xianfan soulève de nombreuses questions complexes... Son hypothèse selon laquelle les ancêtres des Zhuang auraient déjà établi le royaume de Xi'ou lors de l'invasion de Qin présente un intérêt certain.»,.
Le professeur Shigeyuki Tsukada, du Musée national d'ethnologie du Japon, a également souligné : « Selon Huang, la société Zhuang serait passée directement de la société clanique à une forme précoce de société féodale, cette transition s'étant opérée entre les dynasties Tang et Song. Cette affirmation a déclenché un vif débat sur la nature de la société Zhuang dans l'Antiquité. Huang soutenait que les tribus primitives étaient passées directement du stade clanique au stade féodal, sans traverser une phase esclavagiste.». Les critiques virulentes et persistantes dont le professeur Huang Xianfan a fait l'objet lors de la Campagne anti-droitiste étaient étroitement liées à ses prises de position historiographiques concernant les minorités ethniques.
Guo Wu, professeur adjoint d'histoire à l'Allegheny College (États-Unis), affirme : « Huang Xianfan ne niait pas l'existence d'une période primitive dans l'histoire, mais il soutenait qu'aucune source documentaire ne permettait d'affirmer l'existence d'une "société esclavagiste" dans le passé des Zhuang. Cette conclusion constituait une remise en cause radicale du grand récit proposé par Guo Moruo dans son ouvrage majeur Études sur la société antique en Chine, qui dominait l'historiographie chinoise depuis 1949. Huang estimait que ni les prisonniers de guerre, ni les serfs, ni les domestiques ne pouvaient être considérés comme formant une classe d'esclaves. Cette remise en question, connue sous le nom de thèse de "l'absence de société esclavagiste", s'est étendue à l'ensemble de l'histoire chinoise à partir de 1979, après une longue période d'interruption des publications universitaires.».
Dans les années qui suivirent, un nombre croissant de chercheurs adhéra à la théorie de Huang Xianfan sur « l'absence de société esclavagiste ». Cette vision donna naissance à un courant historiographique majeur en Chine, connu sous le nom d'« école de l'absence de société esclavagiste», dont Huang Xianfan devint la figure de proue.
En 2015, l'ouvrage posthume de Huang Xianfan, intitulé « La société esclavagiste n'a jamais existé dans l'histoire chinoise - Avec une discussion sur l'esclavage ancien dans le monde et ses formes sociales », a été publié. Cet ouvrage constitue une œuvre majeure dans l'étude de l'existence ou non d'une société esclavagiste dans l'histoire chinoise. Huang Xianfan y expose de manière systématique sa théorie de la "société chinoise sans esclavage" et explore le terme « esclave » et ses formes sociales dans les principales civilisations mondiales 
Huang Xianfan a consacré une grande partie de sa vie à l'étude de la société chinoise antique, et sa théorie de la "société sans esclavage" a suscité de nombreux débats et controverses. Ce livre posthume représente l'aboutissement de ses nombreuses années de recherche.

### Éducation
Dès 1926, alors qu'il étudiait à l'école préparatoire de l'Université Normale de Pékin, Huang Xianfan fut marqué par l'atmosphère de l'établissement et se voua à l'éducation. En 1928, il entra en licence, mais en raison de difficultés financières, il dut enseigner à temps partiel pour payer ses frais de scolarité.Durant ses quatre années de licence, il combina études et enseignement, entamant ainsi sa carrière dans l'éducation.En 1932, lors de son entrée en troisième cycle, Huang Xianfan commença à se concentrer sur la recherche en éducation tout en travaillant comme assistant d'enseignement au sein de l'institut.En tant qu'étudiant d'une université normale, Huang Xianfan baigna longtemps dans un environnement destiné à la formation des enseignants. Après l'obtention de son diplôme, il enseigna à l'université normale, consacrant près de 60 ans à l'éducation, de 1932 jusqu'à son décès en 1982.Il croyait fermement que l'éducation pouvait façonner le caractère des étudiants et soulignait l'importance de l'unité entre la connaissance et l'action.
En 1981, Huang Xianfan fonda l'Université à temps partiel de Lijiang et en devint le recteur, initiant ainsi l'enseignement supérieur privé en Chine après la fondation de la République populaire.Liang Chengye, ancien vice-président de la région autonome Zhuang du Guangxi, a déclaré : « Le professeur Huang Xianfan a dédié sa vie à l'enseignement supérieur chinois. Il fut un véritable géant de l’éducation et occupe une place essentielle dans l’histoire moderne de la Chine. ».
Huang Xianfan, son épouse et la plupart de leurs enfants ont consacré leur vie à l'éducation, ce qui a valu à la famille Huang le titre de « famille de l'éducation ».

### Études ethnologiques et anthropologiques des minorités ethniques
Dans ses travaux d'ethnologie, tels que « Quarante ans de recherche et d'enquête sur les ethnies : rétrospective et réflexions », « Approche préliminaire de l'origine, l'évolution et les similitudes et différences du terme ”ethnie” en Occident » et « Exploration préliminaire des premières recherches ethniques au Japon », Huang Xianfan a exposé sa vision unique de l'ethnologie et de l'anthropologie chinoises. Il a proposé des points de vue divergents de ceux de l'opinion dominante de l'époque en Chine, représentée par Fei Xiaotong et les instances officielles.Selon Huang Xianfan, les 56 ethnies qui constituent la nation chinoise, quel que soit le degré de fusion superficielle qu'elles pourraient atteindre à l'avenir, ne sont pas vouées à disparaître. Encore moins à se fondre en une seule ethnie Han ou en une « nation chinoise » abstraite. Il critiquait les théories du « corps composite » et de la « diversité dans l'unité » qui, selon lui, cherchaient à abstraire la « nation chinoise » en la dissociant de l'existence réelle des différentes ethnies. Ce, dans le but de créer une nation unique. Il considérait cette idée comme le simple fantasme de certains individus imprégnés de « chauvinisme Han » ou d'un « nationalisme étroit ».Huang Xianfan soulignait qu'un peuple avec une longue histoire conserve dans sa « mémoire collective » ou « mémoire ethnique » des éléments tels que sa lignée, sa conscience de soi, sa psychologie, sa langue, ses sentiments, sa culture et sa religion. Ces éléments sont profondément ancrés dans les esprits, transmis de génération en génération, inscrits dans les gènes, et aucune force extérieure ne peut les effacer complètement.
C'est sur la base de cette compréhension qu'il a développé, après des années de recherche et de réflexion, la théorie du « Coexistence des multiples entités au sein de la nation chinoise », qu'il estimait plus à même de refléter objectivement la réalité historique de la nation chinoise,.
L'expérience de terrain de Huang Xianfan et ses travaux ethnologiques montrent qu'il a adopté des méthodes innovantes et apporté des contributions significatives à l'étude des minorités ethniques. Adhérant à la philosophie du savant de la dynastie Qing, Yuan Mei, selon laquelle « l'érudition valorise l'exploration indépendante et ne se limite pas aux écoles de pensée établies », Huang Xianfan défendait l'importance de la pensée indépendante dans la recherche universitaire, sans suivre aveuglément aucune école particulière. Dans le domaine de l'ethnologie et de l'anthropologie, il a tracé sa propre voie académique unique.Il est intéressant de noter que les méthodes de recherche de Huang Xianfan rejoignent les points de vue de certains chercheurs occidentaux, illustrant le phénomène de convergence d'esprit entre les grands esprits. Par exemple, il accordait une importance particulière au travail de terrain, ce qui fait écho à l'esprit pratique de l'école fonctionnaliste représentée par Malinowski. Sa reconnaissance de l'unicité historique et culturelle des minorités ethniques résonne également avec les idées du relativisme culturel, défendues par des figures telles que Ruth Benedict et Margaret Mead.Huang Xianfan soulignait particulièrement le rôle du langage dans les études ethniques, considérant la maîtrise des langues minoritaires comme un outil indispensable pour comprendre en profondeur le noyau culturel d'un groupe. Ce point de vue rejoint les idées des anthropologues culturels tels que Franz Boas,.
En ce qui concerne l'utilisation des sources historiques, il a proposé de manière innovante la « méthode des trois preuves », qui consiste à combiner documents historiques, vestiges archéologiques et histoire orale pour reconstituer une vérité historique plus complète et objective.Il convient de mentionner que Huang Xianfan a été l'un des pionniers à introduire la méthode de l'histoire orale dans l'étude des minorités ethniques en Chine. Il a reconnu que pour certains groupes minoritaires n'ayant qu'une tradition orale, la collecte et la compilation de l'histoire orale sont particulièrement importantes. Parallèlement, il a insisté sur la nécessité de traiter les sources orales avec prudence, en distinguant le vrai du faux, afin de garantir la rigueur de la recherche historique.Cette importance accordée à l'histoire orale, ainsi que son approche prudente, rejoignent les idées d'historiens contemporains tels qu'Allan Nevins.
Les méthodes et idées de recherche de Huang Xianfan se sont pleinement manifestées dans ses travaux de terrain. Dès 1941, il s’intéresse à l'étude des minorités ethniques et entame en 1943 des enquêtes de terrain dans les zones reculées du sud de la Chine où vivent ces populations. Ces minorités ethniques, porteuses de traditions millénaires, ont conservé des coutumes et des langues uniques. Ses premiers travaux de terrain se sont déroulés en trois phases principales.Dans un premier temps, Huang Xianfan a étudié la société, l'histoire et la situation actuelle des minorités ethniques de la région frontalière du Guangxi et du Guizhou. Ses enquêtes l'ont mené dans les districts de Yi Ning (aujourd'hui Jingxi), Longsheng et Sanjiang, dans la province du Guangxi, où il a étudié les Yao et les Dong. Deux ans plus tard, il a mené deux autres enquêtes approfondies dans des régions peuplées de minorités ethniques.
La première, à la tête d'un groupe d'étudiants de l'université du Guangxi, baptisée "Groupe d'enquête sur les populations frontalières du sud du Guizhou", s'est concentrée sur les Zhuang, Dong, Miao, Sui et Yao du canton de Dayou, dans le district de Rongjiang, province du Guizhou. Elle s'est intéressée en particulier à la culture des Miao, à leur vie quotidienne, à leurs coutumes et à leurs pratiques matrimoniales.La deuxième enquête, menée avec son élève Zhang Shouqi, a été réalisée dans les zones peuplées de minorités ethniques près du district de Rong (aujourd'hui le district de Rong'an).Au total, ces trois enquêtes, qui ont duré près d'un an, ont permis d'explorer tous les aspects de la vie des minorités ethniques de la région frontalière du Guangxi et du Guizhou, notamment leur mode de vie, leur éducation, leur gouvernance et leurs pratiques matrimoniales.
Fort de cette riche expérience de terrain, Huang Xianfan a écrit d'importants articles, tels que « Notes éparses sur l'éducation dans la région frontalière du Guangxi et du Guizhou » et « La démocratie dans l'organisation sociale des populations frontalières du Guangxi et du Guizhou ».Ces enquêtes de terrain témoignent non seulement de l'importance que Huang Xianfan accordait au travail de terrain, mais lui ont également offert une précieuse occasion de comprendre en profondeur la langue et la culture des minorités ethniques, illustrant ainsi parfaitement son approche académique alliant théorie et pratique.
Entre 1950 et 1957, Huang Xianfan a poursuivi ses recherches anthropologiques en parcourant le Guangxi. Ses études se sont étendues sur différentes régions, notamment : L'ouest du Guangxi : les minorités ethniques de Lingyun, Debao, Tianlin, Tianyang, Jingxi, Tiandong et Napo; Le nord : les xian autonomes de Longlin, Tian'e, Fengshan et Nandan ; Le centre : Du'an, Bama, les xian autonome yao de Dahua et mulao de Luocheng ;Le sud : les Yao de Daxin, Tiandeng, Fusui et Ningming.Couvrant un vaste territoire et s'étendant sur plusieurs années, cette enquête approfondie a permis à Huang Xianfan de recueillir des données de première main sur les cultures, les langues et les modes de vie des différentes minorités ethniques du Guangxi. Ces recherches ont nourri ses travaux et mené à la publication de plusieurs rapports importants, notamment « Rapport d'enquête sur les Mulao du comté de Luocheng » [《罗城县仫佬族调查报告》], « Rapport d'enquête sur les minorités ethniques du comté de Hechi » [《河池县少数民族调查报告》] et « Rapport d'enquête sur les minorités ethniques du comté de Nandan » [《南丹县少数民族调查报告》]
.
Durant cette période, Huang Xianfan s'est activement impliqué dans le travail ethnique, obtenant des résultats significatifs. En juin 1951, il a rejoint la branche du Guangxi de l'équipe centrale de travail ethnique en tant que vice-directeur, menant des enquêtes approfondies dans les régions des minorités ethniques du Guangxi. Sur la base de ces recherches, il a rédigé « Aperçu de la distribution des Zhuang dans l'ouest du Guangxi et fondements historiques et politiques pour la proposition d'établissement d'une région autonome Zhuang dans l'ouest du Guangxi » [《桂西壮族分布概况及建议成立桂西壮族自治区的历史和政策依据》], fournissant une base importante pour la création de la région autonome Zhuang de l'ouest du Guangxi, qui fut finalement approuvée en décembre 1952
En août 1956, Huang Xianfan a participé à la création du groupe de recherche sur l'histoire sociale des ethnies du Guangxi, dont il est devenu vice-directeur et chef du groupe Zhuang. Sous sa direction, le groupe a mené l'enquête la plus vaste et la plus approfondie à ce jour sur l'histoire et la culture des diverses minorités ethniques du Guangxi.
Ces travaux ont mené à la publication de ses œuvres majeures en 1957 : « Matériaux d'enquête sur les Zhuang du comté de Daxin, province du Guangxi » [《广西省大新县壮族调查资料》]  et  « Brève histoire des Zhuang du Guangxi » [《广西壮族简史》].Ces deux ouvrages, qui constituent les recherches les plus complètes et approfondies sur les Zhuang de l'époque, ont examiné de manière systématique leur histoire, leur culture et leur vie sociale. Ils ont comblé un vide académique dans le domaine, posé les bases pour de futures recherches, et fourni un soutien théorique à l'établissement de la région autonome Zhuang du Guangxi.Mark Bender, directeur du département d'études est-asiatiques de l'Université d'État de l'Ohio, a déclaré à son sujet : « Il a su combiner de manière organique le matériel historique de première main issu de ses vastes enquêtes de terrain avec les documents historiques existants. En s'appuyant sur sa vision historique profonde et son talent, sur ses solides compétences en recherche historique et en paléographie, il a su démêler le vrai du faux et écrire objectivement la première histoire de son peuple (« Brève histoire des Zhuang du Guangxi »). Mettant ainsi fin à l'absence d'une histoire complète pour le peuple Zhuang, riche d'une histoire millénaire, son travail a une importance historique considérable. ».
« En 1956, après avoir assisté à la troisième session de la première Assemblée populaire nationale, M. Huang a commencé à rédiger son ouvrage « Brève histoire des Zhuang du Guangxi », publié l'année suivante. Ce travail de recherche pionnier a non seulement comblé un vide dans l'étude de l'histoire du peuple Zhuang, mais a également joué un rôle actif dans la promotion de ce peuple, en le faisant connaître au monde, en établissant sa place dans l'histoire, et en contribuant à l'obtention de droits autonomes pour les minorités ethniques et à la création de la Région autonome Zhuang du Guangxi. ».
De plus, à travers ses années de recherche et d'enquête, Huang Xianfan a formé un groupe de chercheurs spécialisés dans l'étude des minorités ethniques, jetant ainsi les bases de la formation de « l'École de Bagui » (École du Guangxi).Centrée sur l'École normale de Guangxi et active durant la seconde moitié du XXe siècle, cette École de Bagui est largement reconnue comme la première école de recherche ethnique en Chine. Dirigée par Huang Xianfan, elle regroupait des érudits Zhuang profondément attachés à leurs traditions, provenant de diverses universités et institutions de recherche ethnique. Ensemble, ils se sont consacrés à l'étude de la culture et de l'histoire du peuple Zhuang du Guangxi.L'École Bagui s'est distinguée par son approche critique, remettant en question les préjugés ethniques et défendant l'égalité entre tous les groupes ethniques de Chine. Par exemple, l'école a remis en question les classifications traditionnelles des groupes ethniques, proposant une vision plus inclusive et moins hiérarchique. Elle a également insisté sur l'importance de la recherche sur le terrain et de la compréhension des réalités locales, en opposition aux études trop théoriques et abstraites.L'école préconise des méthodes de recherche ethnique rigoureuses et scientifiques, en mettant l'accent sur le travail de terrain et la recherche empirique. Guidée par une vision commune de l'étude du peuple Zhuang, l'École Au fur et à mesure que l'École Bagui s'est développée, elle a mené des recherches approfondies sur l'histoire et la culture du peuple Zhuang, contribuant à la protection et à la promotion du patrimoine culturel Zhuang. Par exemple, l'école a mené des recherches sur les traditions orales Zhuang, les arts et les artisanats, les pratiques religieuses et les modes de vie traditionnels.

### Études du folklore
Huang Xianfan, professeur, a publié dans les années 1940 une série d'articles sur l'histoire de la vie sociale. Ces articles abordent divers aspects tels que l'évolution des vêtements, les coutumes de consommation d'alcool, les coutumes de consommation de thé, les ustensiles de cuisine, et les usages de courtoisie. Parmi ces articles figurent « Étude de l'évolution des vêtements dans notre pays », « Les coutumes de consommation d'alcool et l'origine des hôtesses », « L'origine et la propagation des coutumes de consommation de thé », etc. Ces travaux ont non seulement approfondi le cœur de la recherche sur l'histoire sociale, mais ont aussi élargi le champ d'étude de la "nouvelle histoire" de l'époque.Huang Xianfan a été l'un des premiers à explorer le "folklore matériel" et à intégrer cette idée dans ses recherches académiques. Il considérait la culture matérielle comme une fenêtre essentielle pour comprendre la culture sociale et en a fait un point d'entrée clé pour la recherche folklorique. Cette approche était avant-gardiste dans le monde académique chinois de l'époque et a ouvert de nouvelles voies pour la recherche folklorique chinoise.Parmi ses œuvres représentatives, on trouve « Histoire des coutumes chinoises de la vie quotidienne, de l'habillement et de la nourriture » et « Étude des ustensiles de table et des coutumes de table ». Ces ouvrages reflètent la compréhension approfondie de Huang Xianfan du "folklore matériel". Ils reposent sur de riches sources historiques pour examiner en profondeur l'évolution des pratiques alimentaires et vestimentaires dans la Chine ancienne, ainsi que le développement des coutumes de courtoisie, révélant ses méthodes de recherche interdisciplinaires et son style unique.Dans « Histoire des coutumes chinoises de la vie quotidienne, de l'habillement et de la nourriture », Huang met en lumière, à travers l'étude des pratiques de vie, d'habillement et de nourriture dans la Chine ancienne, le lien étroit entre la culture matérielle, la vie sociale et les coutumes culturelles. Quant à « Étude des ustensiles de table et des coutumes de table », il se concentre sur les ustensiles de cuisine et les pratiques de table, explorant en profondeur le contenu et l'évolution de la culture culinaire chinoise ancienne.Les méthodes de recherche de Huang Xianfan ne se limitent pas aux idées et coutumes traditionnelles. Il s'est aussi intéressé à la culture matérielle quotidienne, ouvrant ainsi de nouvelles perspectives dans ce domaine. Sa contribution académique a ouvert de nouvelles voies pour la recherche folklorique chinoise, fournissant une base théorique et des méthodes de recherche précieuses aux chercheurs ultérieurs. Ce n'est pas sans raison que certains universitaires considèrent Huang Xianfan comme un pionnier de la recherche folklorique chinoise,,.

## Décès
Huang Xianfan est décédé le 18 janvier 1982 à l'âge de 84 ans, des suites d'une hémorragie intracérébrale, à l'hôpital affilié à l'école de médecine de Guilin.

## Héritage et commémorations

### Commémoration
Après son décès, l'École normale de Guangxi (aujourd'hui l'Université normale de Guangxi) a organisé une cérémonie funèbre en l'honneur du professeur Huang Xianfan. En hommage à sa contribution au pays et au monde académique, le gouvernement populaire de la région autonome Zhuang du Guangxi a décidé de placer ses cendres dans la première chambre du Parc des Martyrs du Guangxi (Mémorial révolutionnaire du Guangxi). Ce lieu honore la mémoire des héros nationaux et des figures marquantes de la Chine. C’est là que cet historien et ethnologue reconnu est désormais inhumé. C'est une marque de respect ultime pour le professeur Huang Xianfan.
En novembre 1999, pour commémorer et honorer le professeur Huang Xianfan, l'Université normale du Guangxi a organisé un colloque à l'occasion du centenaire de sa naissance.
En 2018, le parc du Lac Sud de Nanning, dans le Guangxi, a inauguré un sentier commémoratif dédié à des personnalités célèbres. Sur le sol de ce sentier a été gravée une stèle portant une brève biographie de Huang Xianfan.
Le 10 septembre 2022, à l'occasion de la Fête des Enseignants et de la Fête de la Mi-Automne, une cérémonie d'inauguration de la statue en bronze de M. Huang Xianfan a eu lieu dans le parc de Le Yang, dans le district de Fusui.
Le 13 novembre 2023, l'Université normale du Guangxi a installé une statue en bronze de Huang Xianfan dans le parc Yanshan pour commémorer le 124e anniversaire de sa naissance.L'érection de la statue de Huang Xianfan reflète non seulement sa place dans la mémoire collective, mais aussi son influence dans les milieux éducatifs et culturels. Cette statue est bien plus qu'un simple hommage, elle est également devenue une ressource éducative, guidant les jeunes générations dans la découverte de ses travaux sur la culture ethnique.

### Œuvres posthumes
- « Nong Zhigao », Presses du peuple du Guangxi, octobre 1983.(OCLC 298790911), (OCLC 565332767), (OCLC 53184829), (OCLC 865591745)
- « Premières explorations dans l'interprétation des textes anciens : Sélection d'articles académiques de Huang Xianfan », Guilin : Presses de l’Université Normale du Guangxi, juillet 2004.(Google Livres)
- « Biographie commentée de Wei Baqun »,Guilin : Presses de l’Université Normale du Guangxi,2008.(Google Livres)
- « La société esclavagiste n'a jamais existé dans l'histoire chinoise - Avec une discussion sur l'esclavage ancien dans le monde et ses formes sociales »,Presses de l'Université normale du Guangxi, 2015.(Google Livres)
- « Autobiographie de Huang Xianfan », Presses de l'Université Normale du Guangxi, 2018.(Google Livres)

### Influence et héritage
En hommage à l'esprit académique de Huang Xianfan, le lycée de Guilin (Le meilleur lycée de Guilin), a établi la « Bourse Huang Xianfan », attribuée chaque année à la date anniversaire de sa naissance. Cette bourse récompense les élèves les plus brillants et prometteurs.En novembre 1999, l'Université normale du Guangxi a créé la « Bourse d'excellence Huang Xianfan pour les étudiants issus des minorités ethniques » ainsi que le « Fonds Huang Xianfan pour l'action courageuse en faveur de justes causes ».Par la suite, « Recueil commémoratif du centenaire de la naissance du professeur Huang Xianfan » et « Premières explorations dans l'interprétation des textes anciens : Sélection d'articles académiques de Huang Xianfan » ont été publiés pour honorer ses réalisations académiques.
Le 13 novembre 2003, l'Université normale du Guangxi a créé le « Fonds de publication Huang Xianfan » afin de promouvoir la recherche académique et les publications connexes.
Le 21 août 2017, la ancienne résidence de Huang Xianfan a été reconnue comme patrimoine culturel du comté de Fusui. En février 2018, le gouvernement du comté de Fusui a investi plusieurs dizaines de milliers de yuans dans la rénovation de la « ancienne résidence de Huang Xianfan », afin de protéger et de transmettre son héritage culturel historique, tout en favorisant le développement du tourisme culturel local.

## Travaux

### Publications principales
- «Aperçu de l'histoire générale de la Chine», Pékin : Société Culturelle de Beiping, 1932-1934.(Google Livres) (ISBN 7507836290)
- « Histoire de la société féodale chinoise », impression au plomb de la Bibliothèque de l'Université du Guangxi, 1952.
- « Brève histoire des Zhuang du Guangxi », Nanning : Presses du peuple du Guangxi, juin 1957.(Google Livres) ()
- «L'Histoire générale des Zhuang»,Nanning : Presses nationales du Guangxi, 1988.(Google Livres)  (ISBN 7-536-30422-6)
- « La Chine n'a pas connu de société esclavagiste : discussion sur l'esclavage antique dans le monde et ses formes sociales » (œuvre posthume), avec préface, Guilin : Presses de l'Université normale du Guangxi, 1er juillet 2015.(Google Livres)